# 加藤剛 (東南アジア研究者)
加藤 剛（かとう つよし、1943年 - ）は、日本の社会学者。専門は比較社会学、東南アジア地域研究。京都大学名誉教授。第20期東南アジア史学会会長。

## 経歴
1943年、東京都生まれ。1966年、一橋大学社会学部でを卒業。卒業後は同大学大学院に進み、南博の指導を受けた。1968年、一橋大学大学院社会学研究科社会学専攻修士課程を修了。渡米してコーネル大学博士課程に進み、ミナンカバウ人社会の研究を行った。1974年、ライン・フリードリヒ・ヴィルヘルム大学ボンとインドネシア公共事業省が共同で行った「スマトラ地域計画研究」の上級専門家を務めた。1977年、コーネル大学社会学部大学院博士課程を修了し、Ph.D.（社会学）を取得、東南アジア研究関係最優秀博士論文賞・ローリストン ・シャープ賞受賞。
日本へ帰国した1977年、財団法人国際教育振興会日米会話学院講師兼上智大学国際部非常勤講師。1978年、上智大学外国語学部比較文化学科専任講師に着任。1979年、京都大学東南アジア研究センター助教授となった。1991年に教授昇任。1998年、東南アジア研究センターの改組にともない京都大学大学院アジア・アフリカ地域研究研究科教授に配置換え。2000年より京都大学評議員、2002年より京都大学21世紀COEプログラム世界を先導する総合的地域研究拠点の形成拠点リーダーおよび京都大学大学院アジア・アフリカ地域研究研究科長を務めた。学界では、2004年より第20期東南アジア史学会会長に就任。2005年、京都大学を定年退職し、京都大学名誉教授となった。
退任後、2005年より龍谷大学社会学部コミュニティマネジメント学科教授。2007年から2009年まで、龍谷大学国際社会文化研究所所長。2008年から2009年には京都大学東南アジア研究所統合地域研究部門客員教授を兼任した。2011年、龍谷大学を定年退職した、人間文化研究機構総合地球環境学研究所客員教授。

## 研究内容・業績
- インドネシア、マレーシアなど東南アジア地域をフィールドとし、比較社会学の手法で研究を行っている。

## 著書
- 『時間の旅、空間の旅：インドネシア未完成紀行』めこん、1996年。ISBN 4839600996
- 『変容する東南アジア社会: 民族・宗教・文化の動態』めこん、2004年。ISBN 4839601763
- 『もっと知ろう!! わたしたちの隣人―ニューカマー外国人と日本社会』 世界思想社、2010年 ISBN 978-4790714590